# Nandi (hạt)
Hạt Nandi là một hạt thuộc tỉnh Rift Valley ở Kenya. Theo điều tra dân số ngày 24 tháng 8 năm 1999, hạt này có dân số 578751 người. Hạt Nandi có diện tích 2899 km². Hạt lỵ đóng tại Kapsabet.